# Toamasina II
Toamasina II är ett distrikt i Madagaskar.   Det ligger i regionen Atsinananaregionen, i den nordöstra delen av landet, 200 km nordost om huvudstaden Antananarivo. Antalet invånare är 168 388.